# Piedras (Tolima)
Piedras és un municipi de Colòmbia, en el departament de Tolima, elevat a 403 msnm.
La població provindria d'un assentament indígena que ja existiria en 1552. En 1774 la població va ser traslladada al lloc que ocupa actualment.En el municipi de Pedres viuen prop de 5427 habitants, el 28 de juliol de 2013 es va celebrar una consulta popular, i una mica més de 2900 habitants van votar pel " No " a la mineria de l'Anglo Gold Anshanti, mentre que amb prou feines 21 persones li van donar el "Sí " al qüestionat projecte de la colosal. La colosal és un dels projecte de recursos d'or amb més potencial a Colòmbia i si és factible, un dels més grans descobriments a Llatinoamèrica en l'última dècada. L'altitud del jaciment sobre el nivell del mar és entre 2800 i 3200 metres, prop de fonts d'aigua i alta muntanya.

## Ressenya històrica
El poble va ser fundat el 13 d'octubre de 1552. Inicialment, la població estava ubicada a 3 km. de la riba esquerra del riu Opia. L'any 1774 es va traslladar al lloc que ocupa actualment. El nom indígena era Itandaima, i després es va anomenar San Sebastián del Río de las Piedras
L'any 1903 la població fou incendiada per les confrontacions constants entre partits polítics.
Antigament havia estat una regió molt important perquè era la via de comunicació entre el Quindío i Bogotà.

## Ressenya geogràfica
El Municipi compta amb un lloc de gran atracció turística, "El Opia", amb els seus 2 principals llocs d'esplai natural: la Fragua i Caracolí.

### Distàncies
Distància a Ibagué : 40 quilòmetres
Distància a Bogotà : 197 quilòmetres per la via Ambalema-Cambao i 210 quilòmetres per la via a Ibagué
Contempla territoris plans o lleugerament ondulats, sobre els quals al sud hi ha una zona muntanyosa d'altures inferiors als 700 m.s.n.m.
Extensió total : 355.15 km² 
Extensió àrea urbana : 0.59 km² 
Extensió àrea rural : 354.56 km² 
Alçada : 403 m.s.n.m.
Temperatura mitjana : 26 °Cº

### Límits
Nord : Alvarado i Venadillo 
Occident : Alvarado i Ibagué 
Orient : Guataqui - Cundinamarca
Sud : Ibagué i Coello